# Floriánská brána
Floriánská brána (pol. Brama Floriańska nebo Brama św. Floriana) je městská brána v Krakově a jedna z nejvýznamnějších gotických věží v Polsku. Je jednou z mála dochovaných částí bývalého středověkého opevnění města, jehož výstavbu inicioval v roce 1285 polský kníže Lešek Černý.

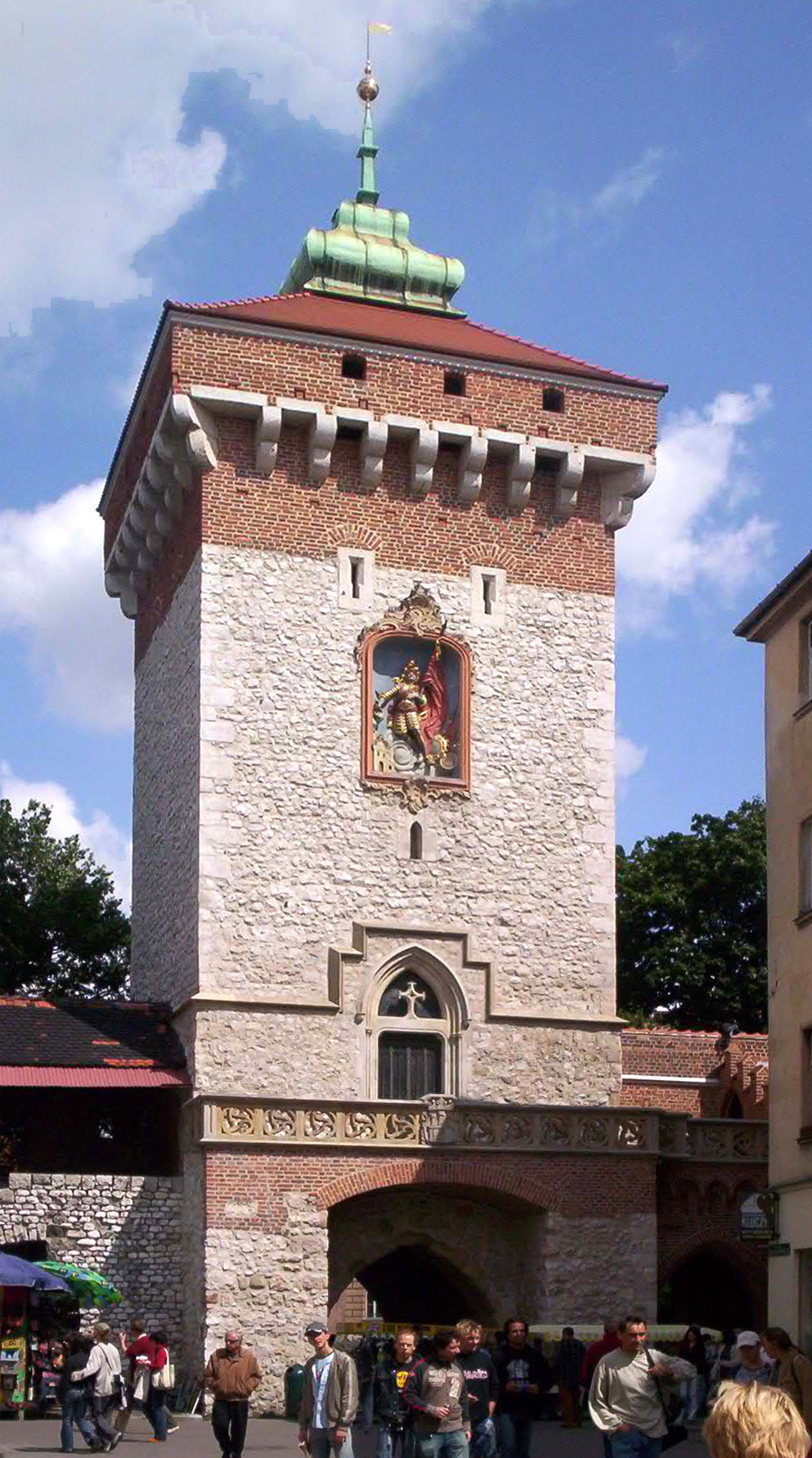
Floriánská brána v Krakově, pohled z jihu (z centra města)

Výška Floriánské brány po špičku věže činí 34,5 m. Místo nad branou bylo dříve ozdobeno orlem , který byl v roce 1882 nahrazen orlem piastowským , kterého na základě projektu Jana Matejka zhotovil Zygmunt Langman. Na straně otočené k městu se nachází reliéf z 18. století zobrazující sv. Floriána. U portálu se dodnes dochovalo vodítko mříží.
Přesné datum založení brány není známo, existovala však již v 1. polovině 14. století. Někdy v té době vznikl čtyřstěnný základ z hrubého kamene, na nějž byla v 15. století dostavěna horní cihlová část. V letech 1565–1566 vznikla poblíž brány městská zbrojnice. V 16. století byly v bráně městské stáje. Barokní střecha Floriánské brány byla zhotovena v roce 1660. V roce 1694 proběhla celková rekonstrukce brány, při níž byla střecha zvýšena o 1 m.
V letech 1810–1814 byly na příkaz císaře Františka I. zasypány příkopy bývalého opevnění a rozebrány městské hradby společně s baštami a branami. Zachován byl pouze malý fragment hradeb kolem Floriánské brány. Dodnes se dochoval předsunutý Barbakán a tři středověké bašty: Baszta Ciesielska (Tesařská bašta), Baszta Stolarska (Stolařská bašta) a Baszta Pasamoników (Prýmkařská bašta).
Přes Floriánskou bránou vedla krakovská Královská cesta – ze čtvrti Kleparz (položené na sever od brány) přes Stare Miasto na Wawel.

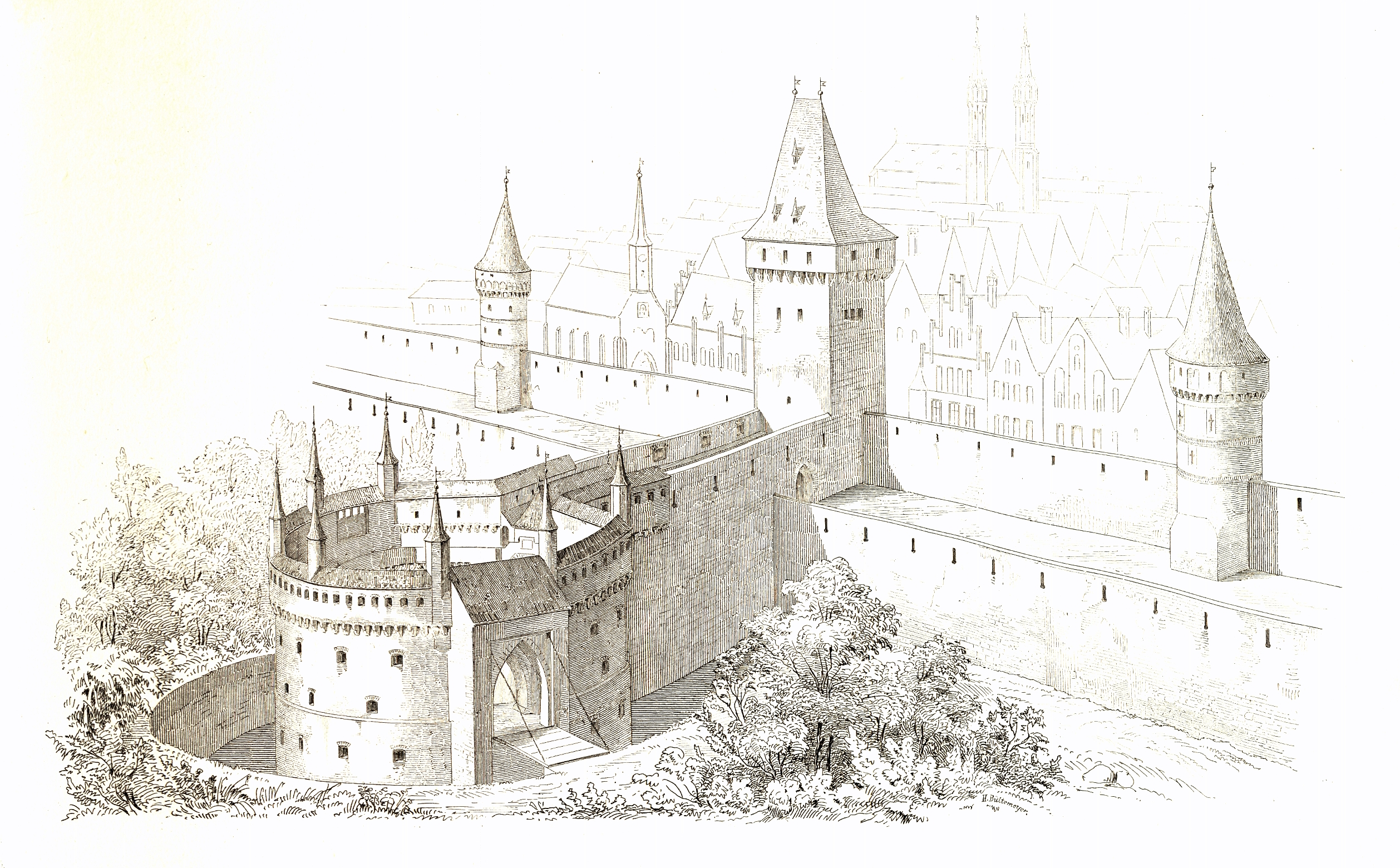
Dřevořez